# Lavandula dentata
Lavandula dentata, llamada popularmente alhucema rizada o cantueso, es una especie de la familia de las lamiáceas.

## Descripción
Es una planta perenne, aromática de porte robusto. Alcanza una altura de entre 30 a 45 cm. Hojas opuestas desde oblongo lineares hasta lanceoladas de 1-4,7 x 0,8-9,5 mm, con márgenes dentados, lobulados o hendidos, y dientes redondeados o romos. De color verde grisáceo por el haz, gris por el envés y tomentoso por ambas caras. Verticilos de 8 hasta 12 flores, en espigas más o menos gruesas de 2,5-5 cm de largo. Esporofilos de 5-8 mm de largo, ovalados hasta circulares, puntiagudos más o menos pubescentes, de color violeta amarronado. Los esporofilos superiores agrandados, sin flores axilares, de hasta 1,5 cm de largo, púrpura. Cáliz de 5-6 mm de largo, con 13 nervios, 5 dientes, el superior con un apéndice inversamente acorazonado. Corola de 8 mm de largo, bilabiada. Labio superior bilobado, labio inferior trilobado. 4 estambres, 2 más cortos.

## Distribución y hábitat
Su área general se extiende a la región mediterránea occidental, la Macaronesia (Madeira, Canarias) y sudoeste de Asia. En las provincias costeras del este y sur de la península ibérica y en Baleares desde el nivel del mar hasta los 400 m de altitud.

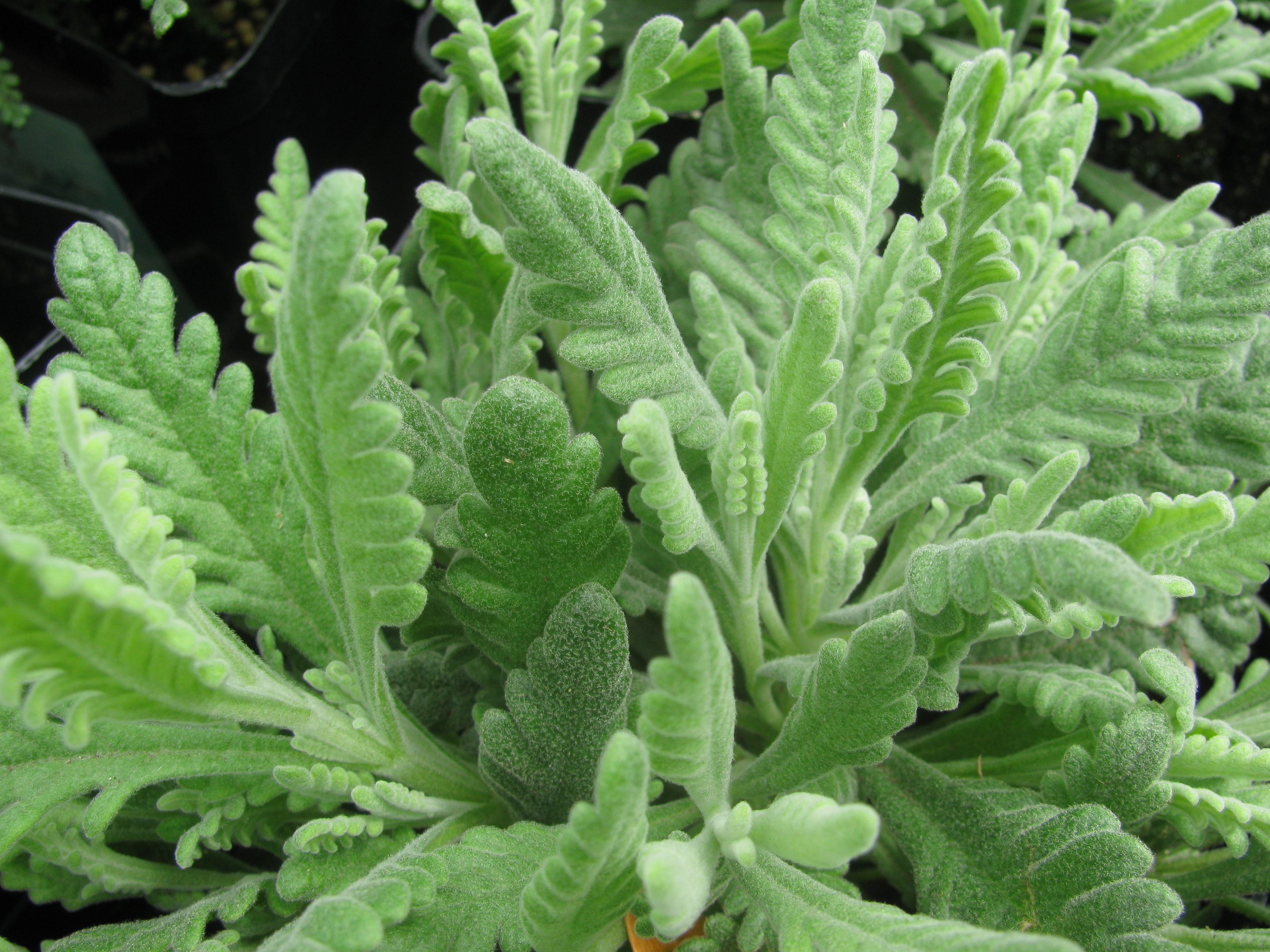
Detalle de las hojas.

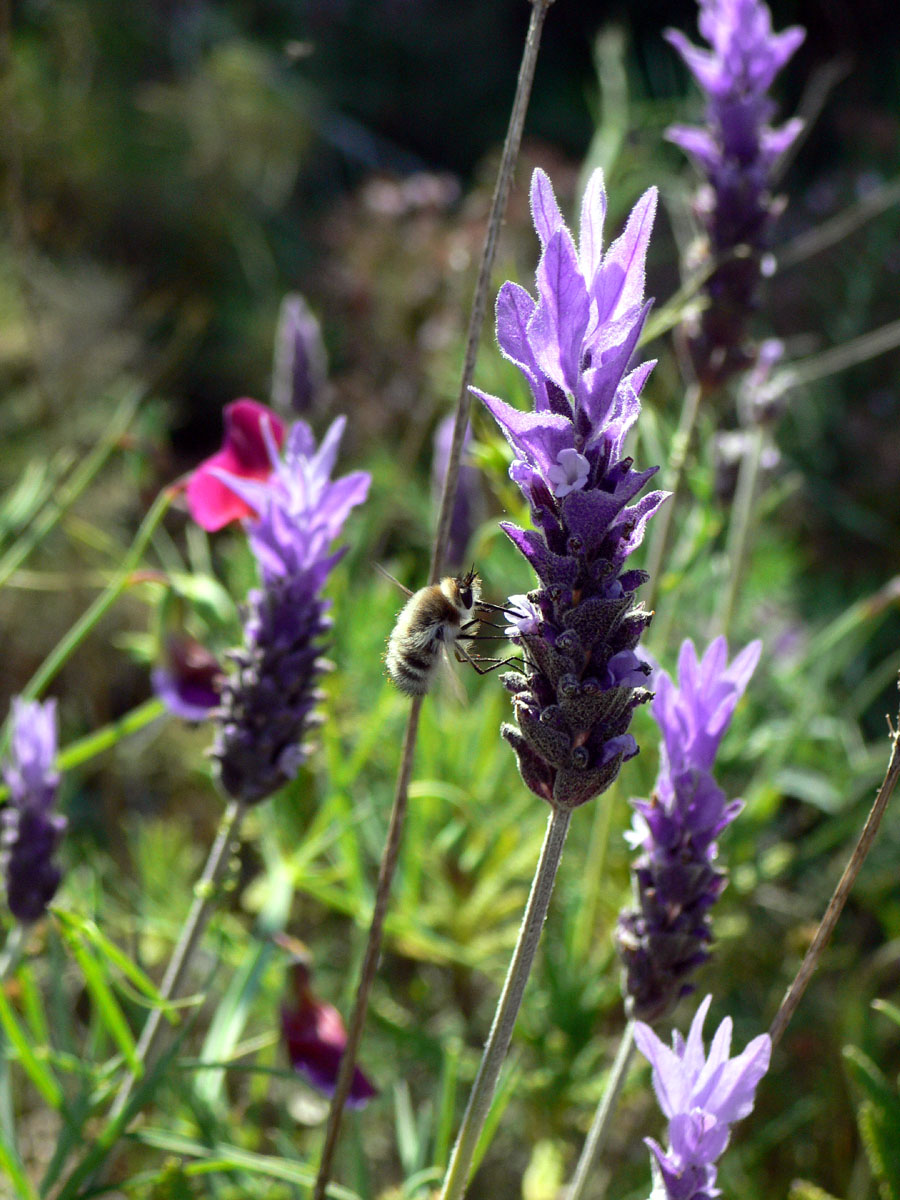
Inflorescencia.

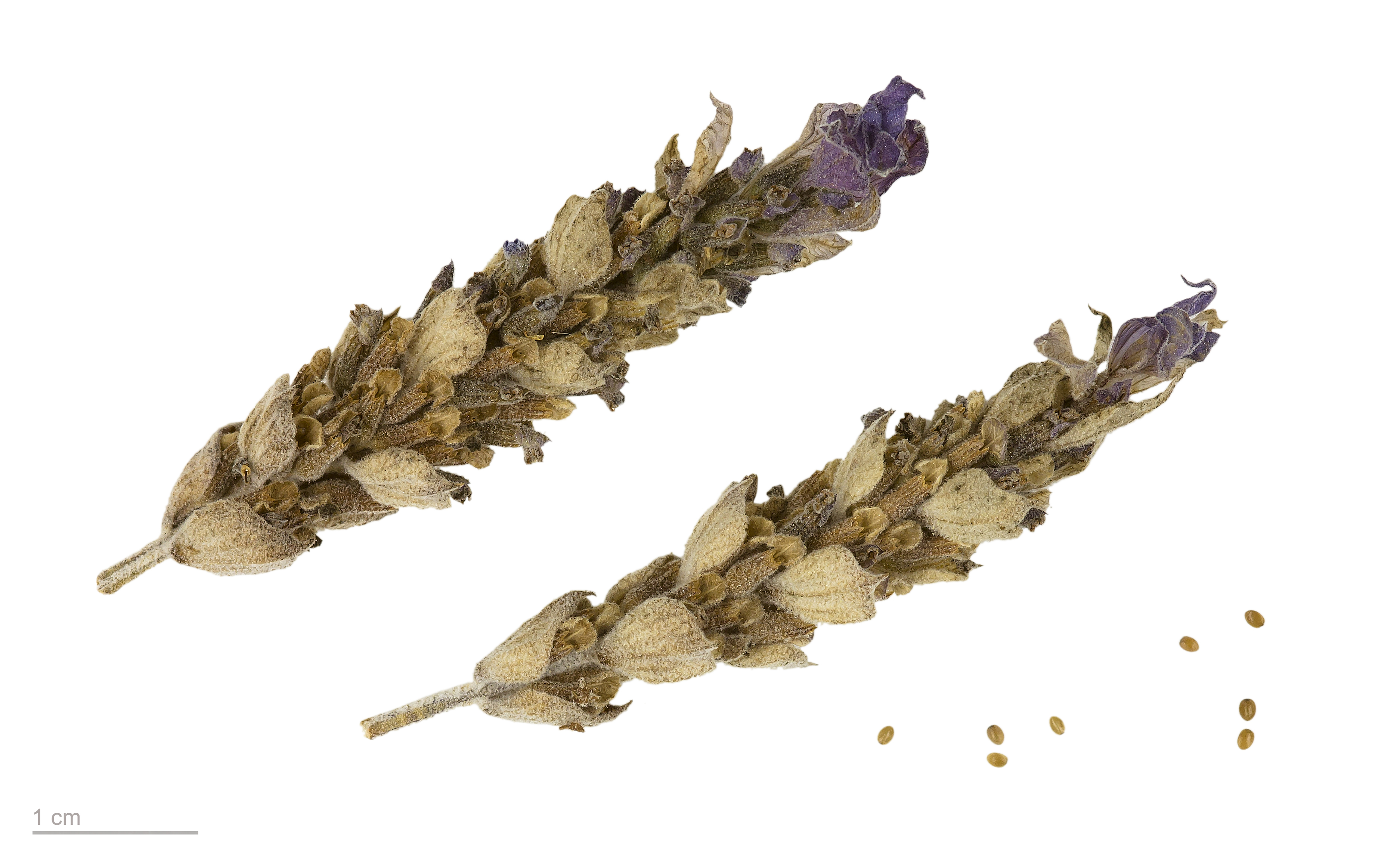
Flor seca y semillas - MHNT

Lugares secos soleados, en terrenos calizos, en los matorrales y monte bajo.

## Usos
Se cultiva como planta ornamental o para la obtención de perfume. En Murcia se utiliza en medicina popular, para curar los padecimientos del estómago y de los riñones.

## Taxonomía
Lavandula dentata fue descrita por Carlos Linneo y publicada en Species Plantarum pag. 572, en 1753.
Etimología
dentata: epíteto latíno que significa «con dientes».
Sinonimia
- Lavandula dentata. Región del Mediterráneo, África tropical, Jordania y península arábiga.

- Stoechas dentata (L.) Mill., Gard. Dict., ed. 8: 3, 1768
- Lavandula dentata var. vulgaris Ging., Hist. Nat. Lavand., p. 139, 1826, nom. inval.

var. candicans Batt., Fl. Alger., 2: 666, 1888 - Noroeste de África, Etiopía y península arábiga.
- Lavandula dentata f. persicina Maire ex Upson & S.Andrews, Gen. Lavandula, p. 389, 2004.

var. dentata. Región del Mediterráneo occidental, África tropical, Jordania y península arábiga.
- Lavandula pinnata Moench, Suppl. Meth., p. 135, 1802, nom. illeg.
- Lavandula santolinifolia Spach in Jaub. & Spach, Ill. Pl. Orient., 4(3): t. 373, 1853

## Nombres comunes
Alhucema inglesa, alhucema rizada, cantueso, cantueso dentado, cantueso rizado, espliego dentado, garlanda.